# Szergej Kuzsugetovics Sojgu
Szergej Kuzsugetovics Sojgu (oroszul: Серге́й Кужуге́тович Шойгу́; Tuva, Csadan, 1955. május 21. –) tuvai nemzetiségű oroszországi politikus, építőmérnök, a közgazdasági tudományok kandidátusa. Hadseregtábornok, az Oroszországi Föderáció hőse. 1991 és 2012 között valamennyi orosz kormányban ő felügyelte a rendkívüli helyzeteket. 2012-től védelmi miniszter.

## Élete
A mongol határ mentén fekvő, sámánjairól ismert kelet-szibériai Csadanban született 1955-ben. Apjai tuvai, anyja ukrajnai orosz nemzetiségű. A kuzseget törzsből származó apja a Szovjetunió Kommunista Pártjának (SZKP) helyi vezető funkcionáriusaként dolgozott. 1977-ben a krasznojarszki műszaki főiskolán végzett építőmérnökként. A brezsnyevi időkben, 1979-ig a legnagyobb szibériai építkezéseken dolgozott mérnökként. A peresztrojka idején már több nagy szibériai építési trösztöt, gépgyárat vezetett. 1988–89-ben a Krasznojarszktól délre lévő Abakan városában a kommunista párt helyi szervezetének másodtitkára, majd a krasznojarszki területi pártszervezet ellenőre.
Gyors karrierje 1990-ben Moszkvába repítette. Egy évvel később – Borisz Jelcin elnök támogatásával – az önkéntes katasztrófamentő alakulatok egyesítésével megteremtette – az 1994-ben minisztériumi rangra elemelt – rendkívüli helyzetek állami bizottságát, amelybe a polgári védelmet és a tűzoltóságot is beolvasztották. Az életre keltett hivatal hatáskörébe került a Polgárvédelmi Akadémia, a mentési szakembereket felkészítő központ, egy tudományos-kutatóintézet, valamint a rendkívüli helyzetek előrejelzésével és monitoringjával foglalkozó központ is.
Több mint két évtizeden keresztül irányította a katasztrófavédelmet, ahol javaslatára bevezették a katonai rendfokozatokat is. Tartalékos hadnagyból így vezérőrnaggyá lépett elő, néhány év elteltével pedig hadseregtábornok lett. 1999-ben az Oroszország Hőse kitüntetést is megkapta.
Az 1995–1996-os parlamenti és elnökválasztási időszakban a jelcini csapat kampányának szervezői között volt. 1999-ben, a Kreml támogatására alapított Jegyinsztvo (Egység) mozgalom vezetője, amely az Egységes Oroszország (JeR) kormánypárt egyik létrehozója volt. Egy ideig a JeR társelnökeként is dolgozott, majd a vezetőség tagja lett.
2012 májusa és novembere között a Moszkvai terület kormányzója volt, majd miután Vlagyimir Putyin leváltotta Anatolij Szergyukovot, átvette a Védelmi Minisztérium irányítását.